# Lake Placid (película)
Lake Placid (conocida como Mandíbulas en España y El cocodrilo en Hispanoamérica) es una película de terror estadounidense estrenada en el año 1999 y protagonizada por Bill Pullman, Bridget Fonda, Oliver Platt, Brendan Gleeson, Betty White, Meredith Salenger y Mariska Hargitay. La cinta gira en torno a un enorme cocodrilo que aterroriza a una localidad ficticia en los Estados Unidos y a un grupo disfuncional que trata de capturar y asesinar a la criatura. La película logró recaudar más de cincuenta millones de dólares y fue seguida por una serie de películas para televisión, aunque no fue bien recibida por la crítica especializada.

## Argumento
En el condado de Aroostook, Maine, el oficial de caza y pesca Walt Lawson está buceando en Black Lake cuando de repente es atacado y partido por la mitad por una criatura desconocida.
Al día siguiente, el alguacil Hank Keough, el oficial de caza y pesca Jack Wells y la paleontóloga del Museo Americano de Historia Natural Kelly Scott van al lago para investigar el incidente con el profesor de mitología y entusiasta de los cocodrilos Hector Cyr uniéndose a ellos. Después de volcar la canoa de Kelly y Hank, descubren un dedo del pie humano amputado y una cabeza de alce. Mientras tanto, al ayudante de Hank, Burke, le muerden la cabeza cuando su barco es atacado mientras Wells y Cyr bucean.
Al día siguiente, como argumentan Hank y Hector, llega un gran oso negro americano, pero un gigantesco cocodrilo de agua salada de 9 metros de largo salta fuera del agua, agarra al animal con sus fauces y lo arrastra al lago. Después de encontrar la cabeza cortada de Burke, Jack, Kelly y Hank ven a Dolores Bickerman, una anciana ermitaña que vive cerca del lago, alimentando al cocodrilo gigante con una vaca lechera con los ojos vendados. Ella revela que ha estado alimentando al reptil durante años después de que el cocodrilo siguió a su esposo Bernie a casa y finalmente lo mató hace dos años cuando se interpuso entre el cocodrilo y un caballo desbocado. Posteriormente, fue puesta bajo arresto domiciliario por mentir inicialmente a la policía.
Héctor decide llevar a la diputada Sharon Gare de viaje en su helicóptero e inesperadamente aterriza en el territorio del cocodrilo. Mientras bucea, se enfrenta a la criatura, pero él y Gare escapan después de distraerla con una balsa inflable. Más tarde, Jack y Hank planean permitir que Florida Fish and Game mate al cocodrilo cuando lleguen, pero Héctor sugiere que debería atraerlo fuera del agua y tranquilizarlo hasta dejarlo inconsciente. Jack acepta la propuesta a regañadientes y utilizan uno de los animales de Bickerman, colgado del helicóptero, como cebo.
Después de unas horas, aparece el cocodrilo. Héctor se detiene cuando el cocodrilo se abalanza sobre su presa y Jack le dispara un dardo tranquilizante en el cuello. Héctor pierde el control del helicóptero y se estrella contra el lago. El cocodrilo llega a tierra y comienza a perseguir a Jack, Kelly y el grupo. Kelly es arrojada al lago por la cola del cocodrilo, pero logra llegar al helicóptero a tiempo. El cocodrilo alcanza a Kelly y se prepara para hacer su movimiento, pero queda atrapado en el helicóptero. Cuando el tranquilizante hace efecto y el cocodrilo parece estar pacificado, Jack, Héctor y Hank discuten sobre si matarlo o no. Jack finalmente agarra el arma de Hank y le dispara, pero el arma de fuego resulta ser otro rifle tranquilizante. Cuando Héctor sale del agua, otro cocodrilo lo ataca y lo muerde, pero Hank lo explota con su lanzagranadas. Poco después, llegan los oficiales de Pesca y Caza de Florida, donde cargan el cocodrilo neutralizado en un camión y lo llevan a Portland, Maine, para decidir qué hacer con él.
Una semana después, se muestra a Bickerman alimentando con migas de pan a muchos cocodrilos bebés, lo que revela que los dos adultos eran en realidad una pareja de apareamiento. El cocodrilo adulto sobreviviente se ve más tarde atado a la parte trasera de un remolque de plataforma, acelerando por una carretera en algún lugar.

## Reparto
- Bill Pullman es Jack Wells.
- Bridget Fonda es Kelly Scott.
- Oliver Platt es Hector Cyr.
- Brendan Gleeson es Hank Keough.
- Betty White es Delores Bickerman.
- Meredith Salenger es Sharon Gare.
- David Lewis es Walt Lawson.
- Tim Dixon es Stephen Daniels.
- Natassia Malthe es Janine.
- Mariska Hargitay es Myra Okubo.
- Jed Rees es Burke.
- Richard Leacock es Stevens.
- Jake T. Roberts es Coulson.
- Frank Welker como la voz de la criatura.

## Producción
Lake Placid fue producido por Fox 2000 Pictures y Stan Winston Studios (que hizo los efectos especiales para las criaturas) y la fotografía principal fue filmada en Columbia Británica, Canadá. La película fue distribuida por 20th Century Fox y estrenada en cines en los EE. UU. El 16 de julio de 1999, y en el Reino Unido el 31 de marzo de 2000. Recaudó $ 56,9 millones en todo el mundo y fue seguida por cinco de bajo presupuesto. secuelas hechas para televisión, comenzando con Lake Placid 2 en 2007.

## Recepción
En el sitio web del agregador de reseñas Rotten Tomatoes, la película tiene una calificación de aprobación del 47% según 95 reseñas, con una calificación promedio de 5.10/10. El consenso de los críticos del sitio dice: "El delicioso papel secundario de Betty White puede valer el precio de la entrada solo, pero Lake Placid está inundado por un guión zalamero y la incapacidad de cumplir con el caos de la función de criatura". En Metacritic, la película tiene una puntuación media ponderada de 34 sobre 100, basada en 25 críticos, lo que indica "críticas generalmente desfavorables". El público encuestado por CinemaScore le dio a la película una calificación promedio de "C" en una escala de A+ a F.
Roger Ebert, del Chicago Sun-Times, le dio a la película una de cuatro estrellas y la describió como "completamente equivocada de principio a fin". La puso en su lista de las 10 peores películas del año. Andrew Collins de Empire le dio a la película cuatro de cinco estrellas y escribió que "puedes disfrutar de Placid como una simple pesadilla de vacaciones de campamento, o como una versión astuta e irónica de lo mismo. Funciona deliciosamente como ambos".
La película no tuvo una buena recepción crítica, principalmente por ser considerada un plagio de Tiburón. A nivel comercial, la película fue moderadamente exitosa.